# Župnija Kolovrat
Župnija Kolovrat je rimskokatoliška teritorialna župnija dekanije Zagorje nadškofije Ljubljana.

## Sakralni objekti
- Cerkev sv. Lovrenca župnijska cerkev
- Cerkev sv. Gregorja Velikega Žvarulje
- Cerkev sv. Jakoba Borje
- Cerkev Imena Marijinega Briše
- Cerkev sv. Radegunde Kolovrat